# 芒特斯特靈 (密蘇里州)
芒特斯特靈（英語：Mount Sterling）是位於美國密蘇里州加斯科內德縣的非建制地區。

## 歷史
芒特斯特靈的郵局自1843年營運至今。

## 地理
芒特斯特靈所處的海拔為高於海平面176米（即577英呎），而該地所採用的時區為UTC-6，即北美中部時區（CST）。同時該地設有夏令時間，為UTC-6調快一小時，即UTC-5（CDT）。